# Open de Côte d'Ivoire
Het Open de Côte d'Ivoire was een golftoernooi in Ivoorkust dat vanaf 1996 deel uitmaakte van de Europese Challenge Tour. Het werd in maart of april gespeeld.
Ivoorkust heeft maar een paar golfbanen, waarvan de President Golf Club in Yamoussoukro en de Ivoire Golf Club in Abidjan het bekendst zijn. Van 1980 tot en met 1992 werd het Open de Côte d'Ivoire gespeeld op de Presidents Golf Club. Winnaars waren onder meer Vijay Singh, Gary Player en Gordon J. Brand.

## Winnaars
| Jaar | Baan                | Winnaar             | Score | Score |
| ---- | ------------------- | ------------------- | ----- | ----- |
| 1980 | President Golf Club | Gary Player         | 265   | -23   |
| 1981 | President Golf Club | Gordon J. Brand     | 271   | -17   |
| 1982 | President Golf Club | John Morgan         | 272   | -16   |
| 1983 | President Golf Club | Bill Longmuir       | 271   | -17   |
| 1984 | President Golf Club | Bill McColl         | 275   | -13   |
| 1985 | President Golf Club | David Llewellyn     | 277   | -11   |
| 1986 | President Golf Club | Gordon J. Brand (2) | 273   | -15   |
| 1987 | President Golf Club | Jean Garaïalde      |       |       |
| 1988 | President Golf Club | Gordon J. Brand (3) | 275   | -13   |
| 1989 | President Golf Club | Vijay Singh         | 274   | -14   |
| 1990 | President Golf Club | David Llewellyn (2) | 275   | -13   |
| 1991 | President Golf Club | Michel Besanceney   | 279   | -9    |
| 1996 | Ivoire Golf Club    | Massimo Florioli    | 284   | -4    |
| 1997 | President Golf Club | Knud Storgaard po   | 274   | -14   |
| 1998 | Ivoire Golf Club    | John Mellor         | 281   | -7    |
| 1999 | Ivoire Golf Club    | Ian Poulter         | 284   | -4    |

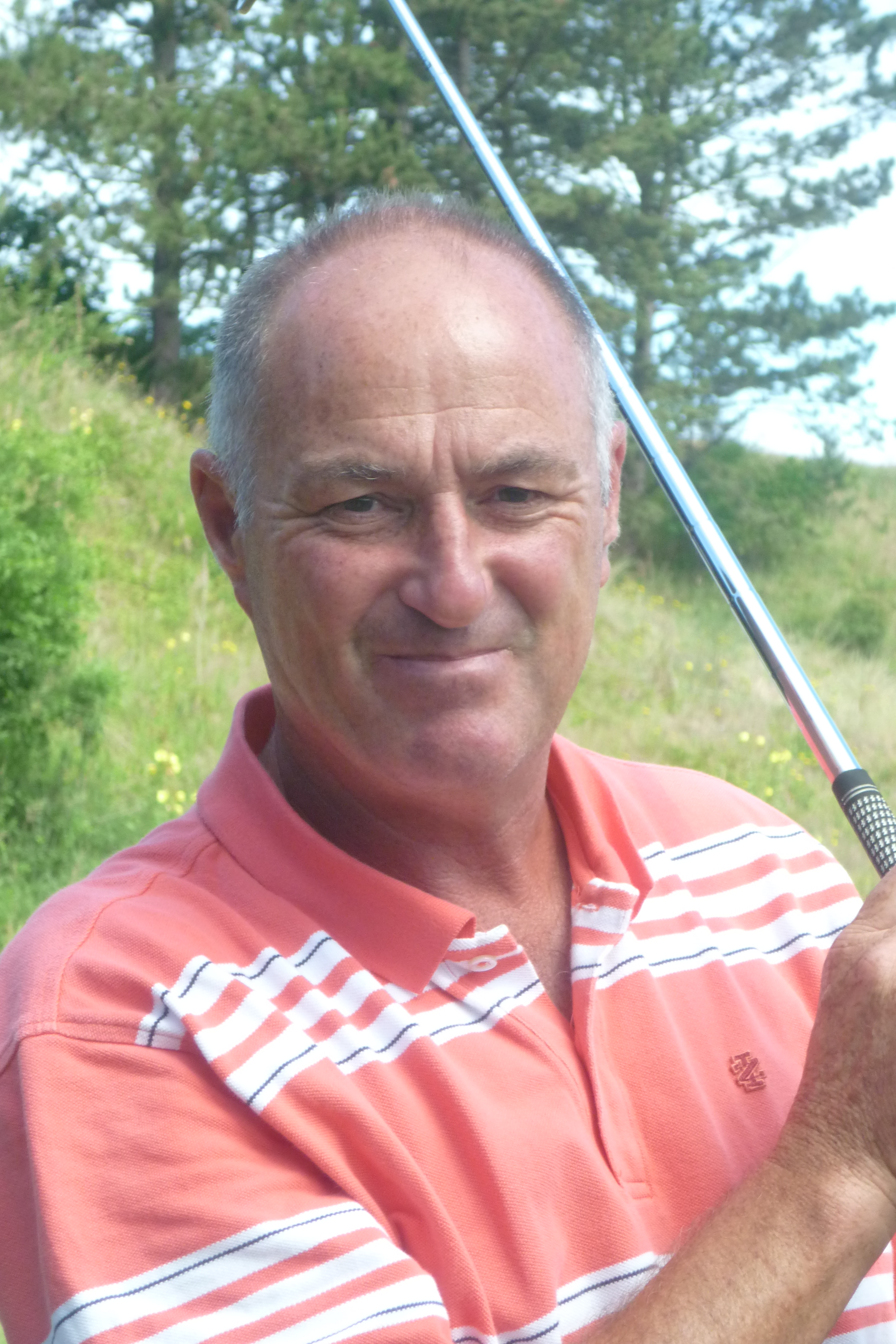
Drievoudig winnaar Gordon J. Brand

po Storgaard won de play-off van Anssi Kankkonen.